# Clusiodes ruficollis
Clusiodes ruficollis är en tvåvingeart som beskrevs av Johann Wilhelm Meigen 1830. Clusiodes ruficollis ingår i släktet Clusiodes och familjen träflugor. Inga underarter finns listade i Catalogue of Life.

## Bildgalleri

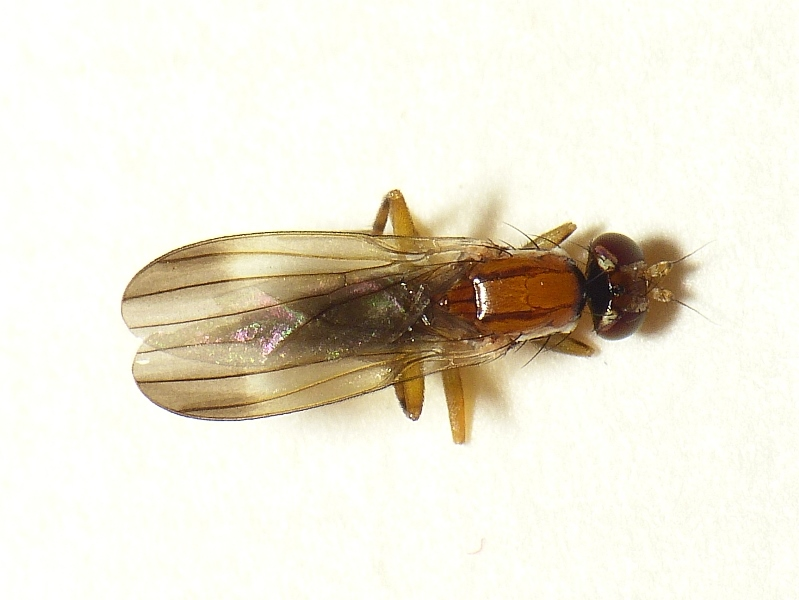